# Вайтголл (вулиця)
Ва́йтголл (Ва́йтхолл, іноді Уа́йтхол, Уа́йтхолл; англ. Whitehall) — вулиця в лондонському районі Вестмінстер; перша частина дороги A3212, що йде від Трафальгарської площі до Челсі. Місцеперебування британського уряду і головних державних установ Великої Британії, а також ряду меморіальних статуй і пам'ятників, у тому числі головного британського військового меморіалу — Кенотафа. Назва «Вайтгол» часто використовується як загальна назва британського уряду і синонім британського державного управління. До Вайтгола прилягає Даунінг-стріт з розташованою на ній резиденцією британського прем'єр-міністра.
Назва вулиці походить від палацу Вайтгол («Білий зал»), зруйнованого в результаті пожежі 1698 року. Первісно вулиця Вайтгол була широкою дорогою, яка вела до передньої частини палацу.

## Меморіали
Кенотаф — головний військовий меморіал Великої Британії, розташований у центрі Вайтгола, місце щорічної церемонії вшанування пам'яті загиблих британців, що загинули під час двох світових війн. 2005 року посередині проїзної частини дороги було побудовано пам'ятник жінкам Другої світової війни. На вулиці також є декілька інших пам'яток:
- Джорджу, герцогу Кембриджському (1819—1904) — Головнокомандувачу британської армії (1856—1895)
- Спенсеру Кавендішу, 8-му герцогу Девонширу (1833—1908) — лідеру Ліберальної партії (1875—1880), Ліберальної партії юніоністів (1886—1903) і юніоністів (1902—1903)
- Дугласу Гейґу, 1-му графу Гейґу (1861—1928) — верховному головнокомандувачу британської армії у Франції (1915—1918). Відомий як Меморіал графа Гейґа
- Вільяму Сліму, 1-му віконту Слім (1891—1970) — командувачу 14-ї армії (1943—1945), генералу-губернатору Австралії (1953—1959)
- Алану Бруку, 1-му віконту Бруку (1883—1963) — начальнику імперського генерального штабу (1941—1946)
- Бернарду Монтгомері, 1-му віконту Монтгомері Аламейн (1887—1976) — командувачу 8-ї армії (1942—1943), 21-ї групи армій (1943—1945), імперського генерального штабу (1946—1948)

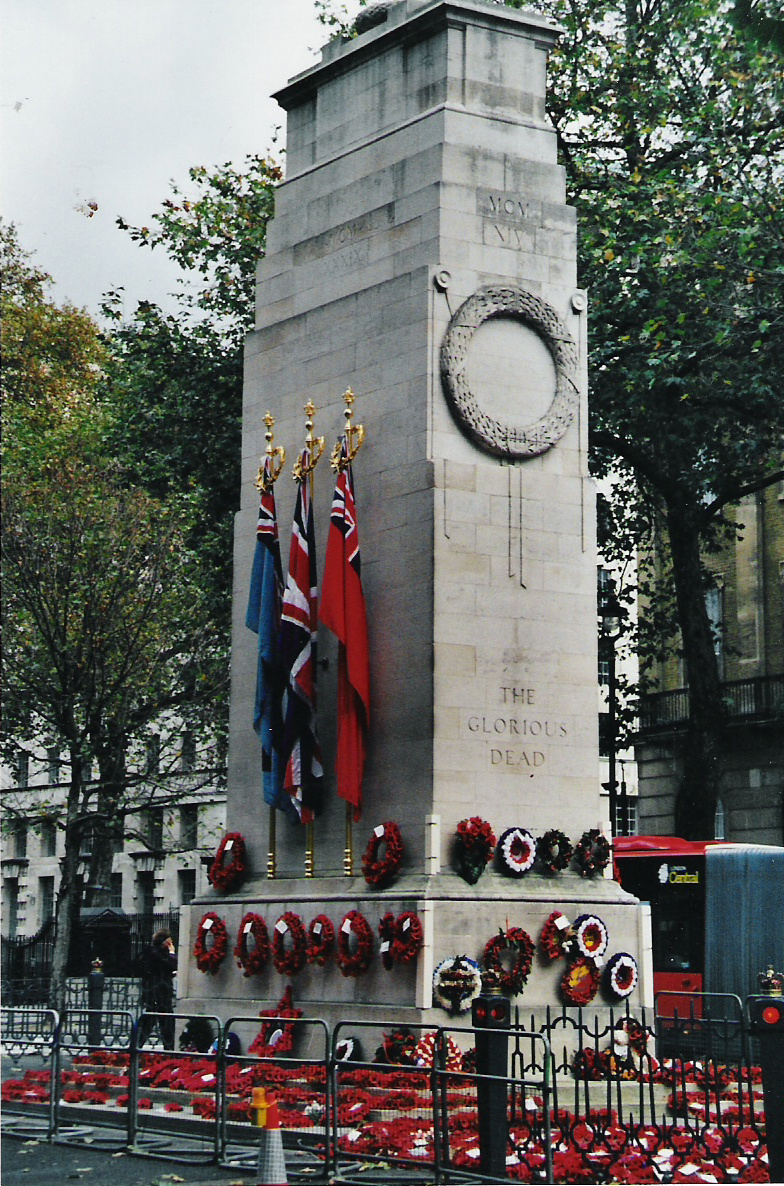
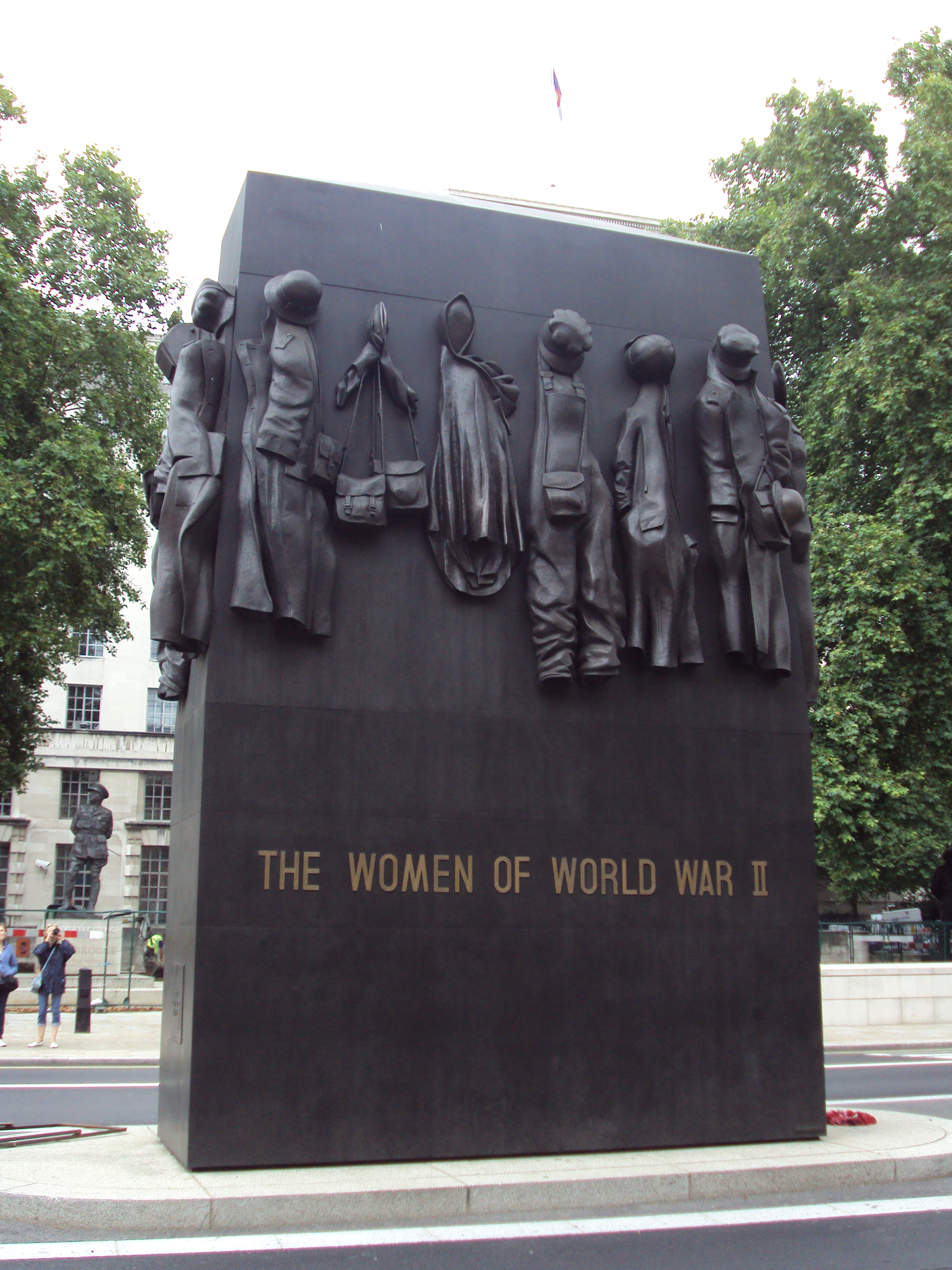
Пам'ятник жінкам Другої світової війни
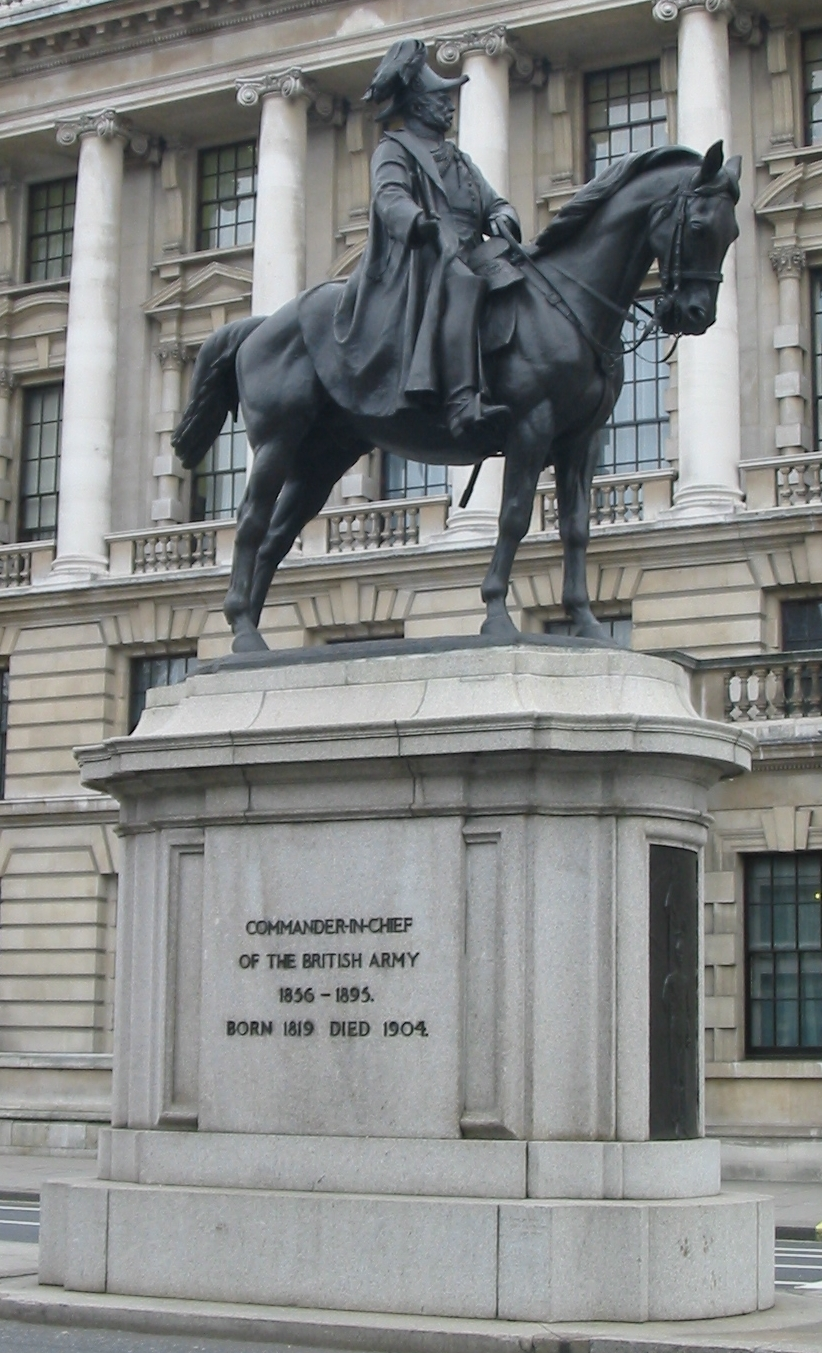
Пам'ятник Джорджу, герцогу Кембриджському
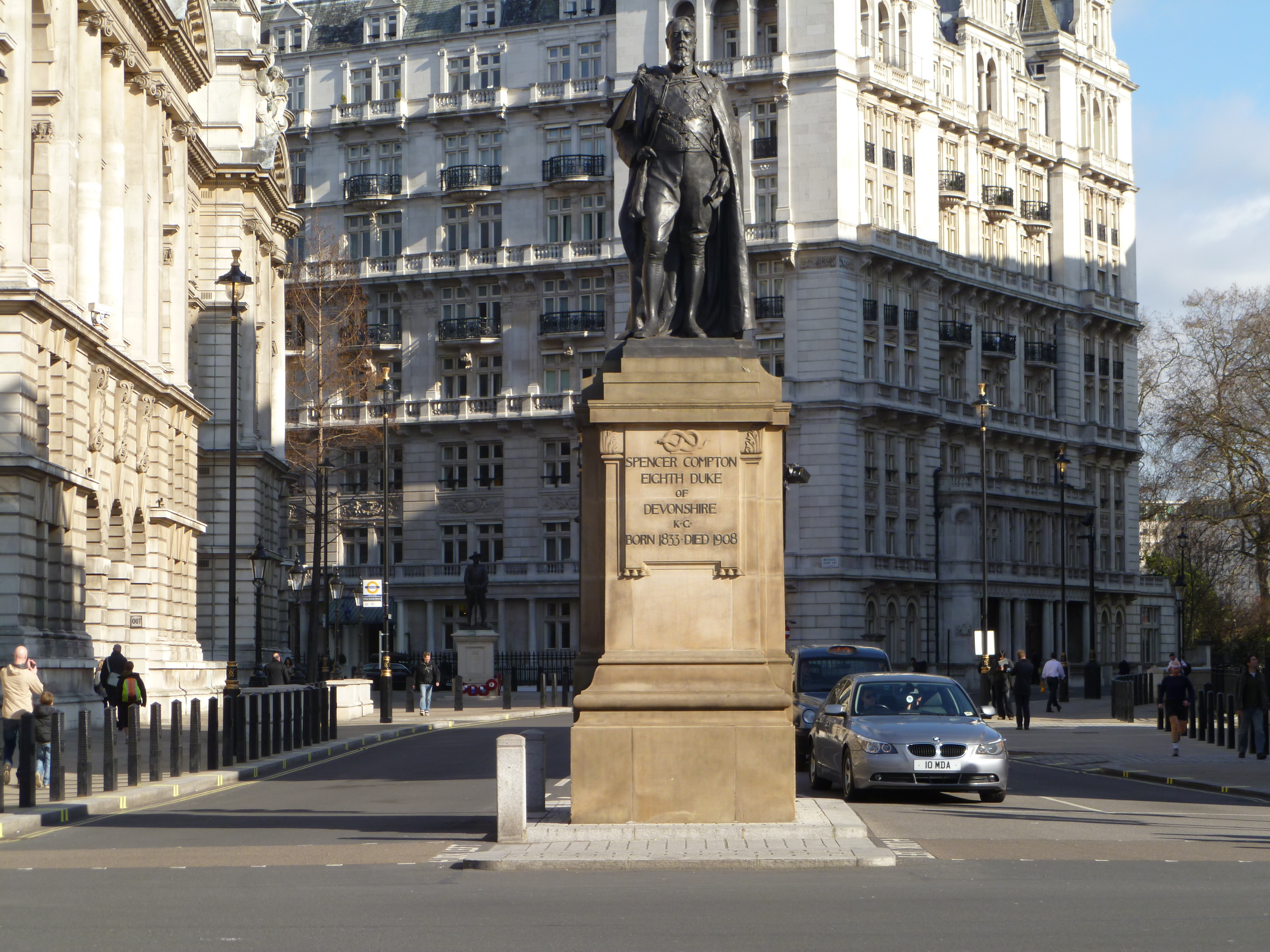
Пам'ятник Спенсеру Кавендішу, 8-му герцогу Девонширу
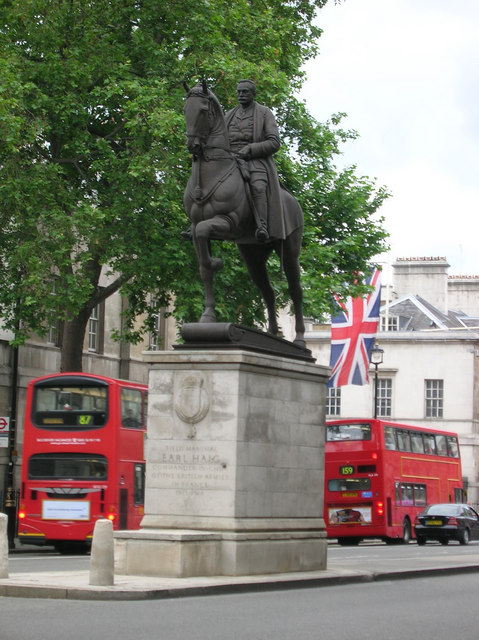
Меморіал Графа Гейґа
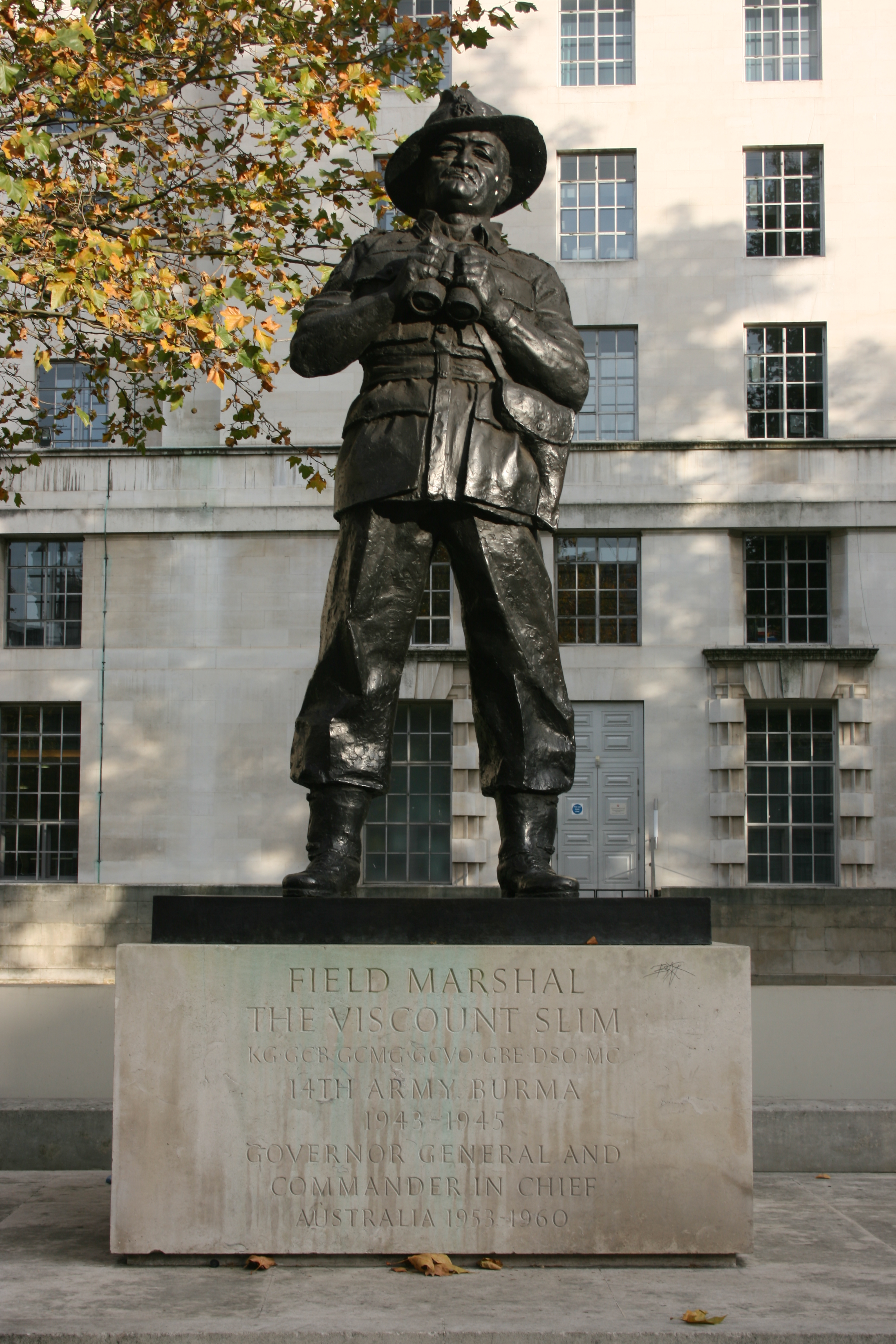
Пам'ятник Вільяму Сліму
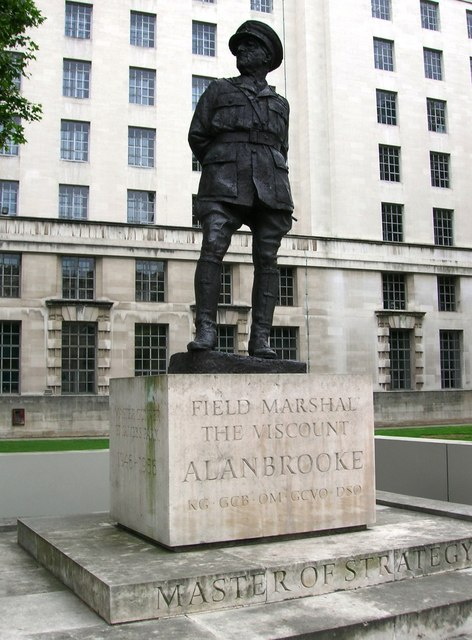
Пам'ятник Алану Бруку, 1-му віконту Бруку
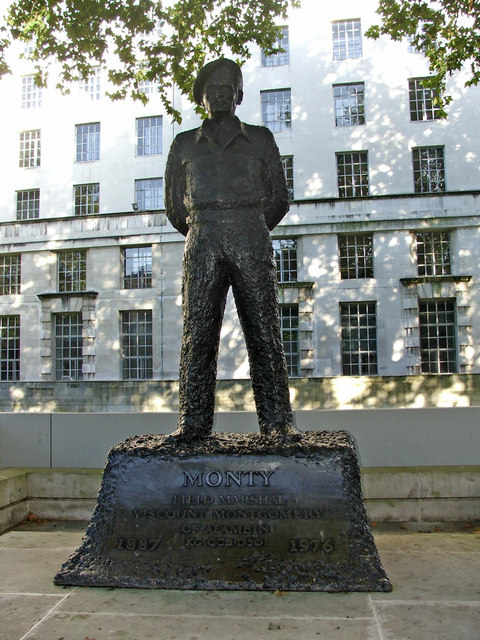
Пам'ятник Бернарду Монтгомері

## Урядові будівлі
Урядові будівлі у Вайтголі, з півночі на південь:
- Британське адміралтейство
- Міністерство навколишнього середовища, продовольства і сільського господарства Великої Британії
- Колишнє Міністерство оборони Великої Британії
- Парламентське управління
- Кінна гвардія
- Міністерство оборони Великої Британії
- Міністерство у справах Шотландії
- Управління у справах Уельса
- Секретаріат кабінету міністрів
- Даунінґ-стріт
- Міністерство охорони здоров'я Великої Британії
- Міністерство праці і пенсій Великої Британії
- Міністерство закордонних справ та у справах Співдружності Великої Британії

## Галерея

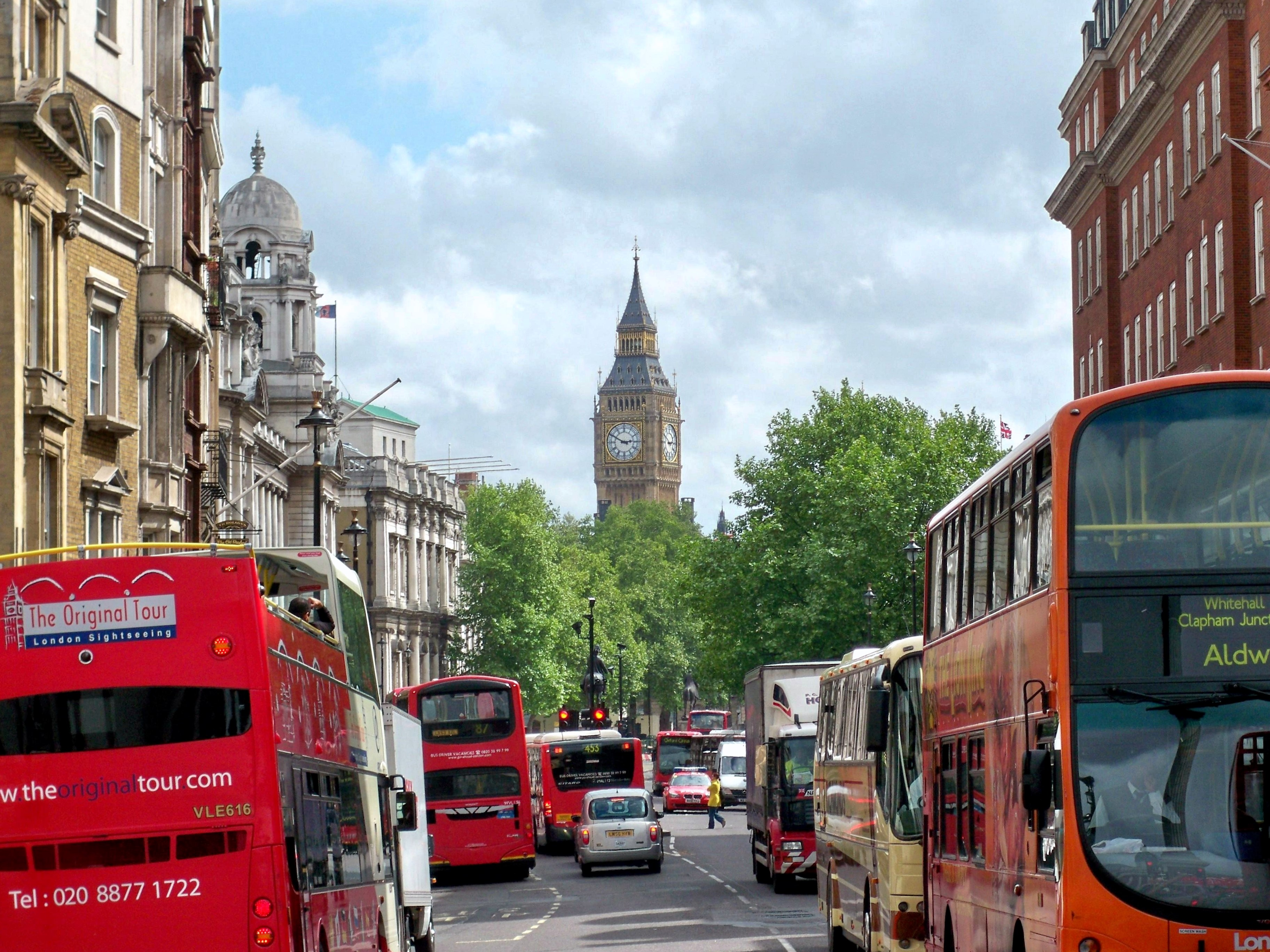
Вигляд з Трафальгарської площі
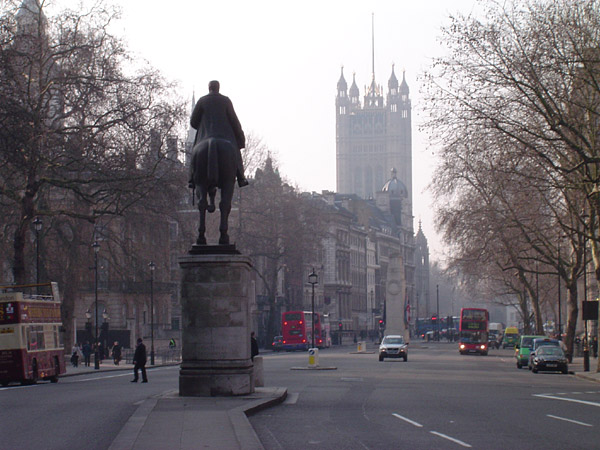
Вид на Весмінстерський Палац
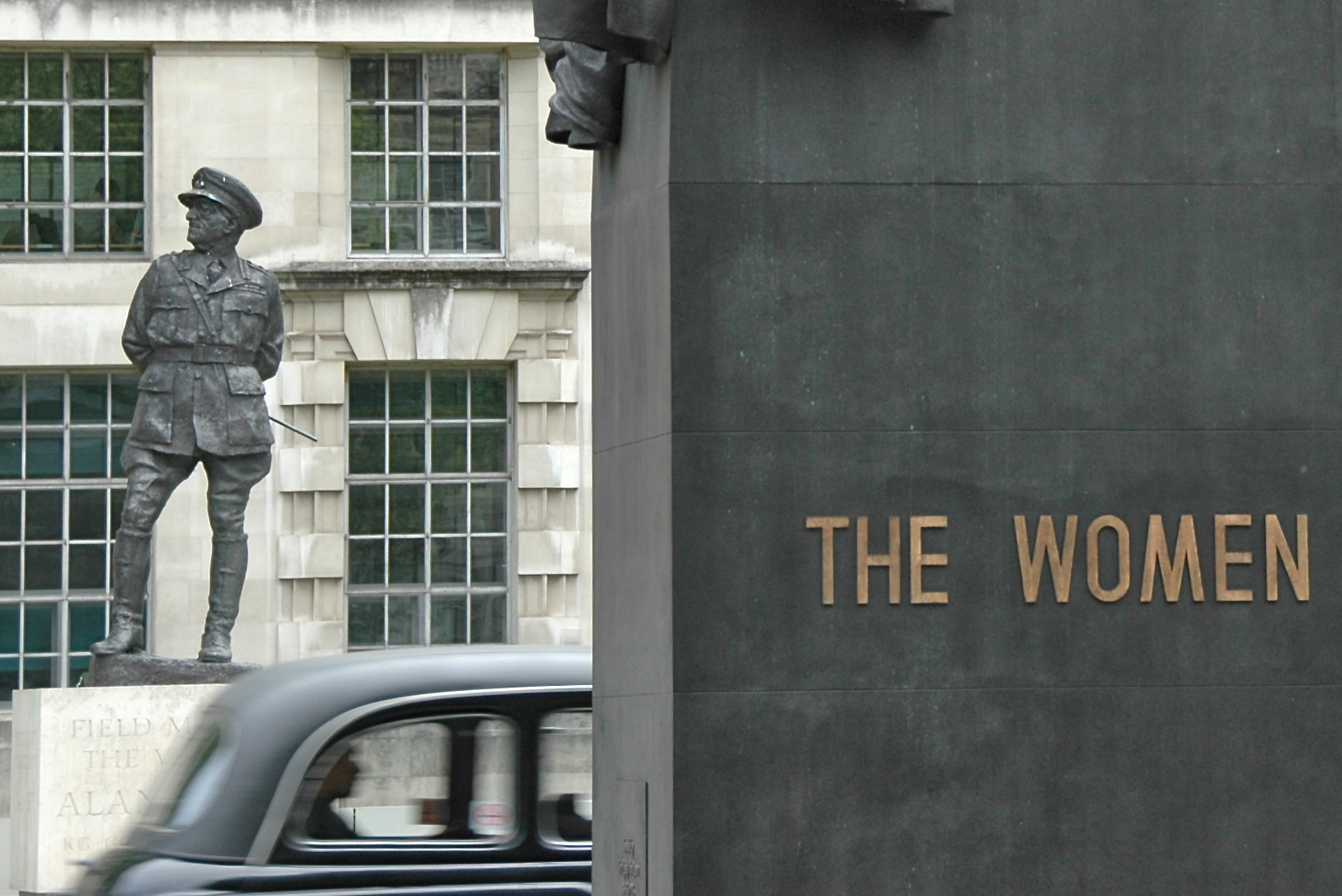
Таксі, що проходить між двома відомими пам'ятками у Вайтголлі
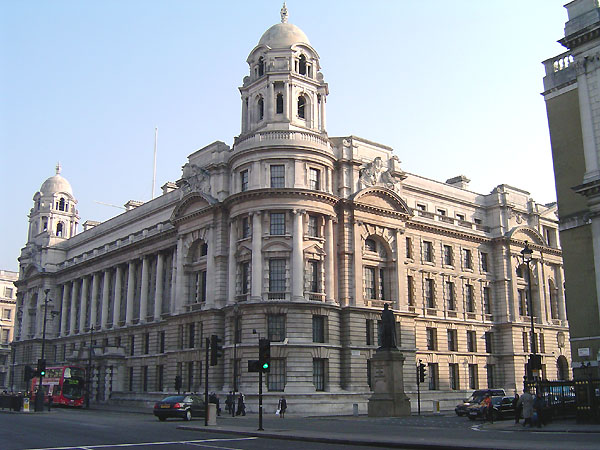
Старе Міністерство оборони Великої Британії
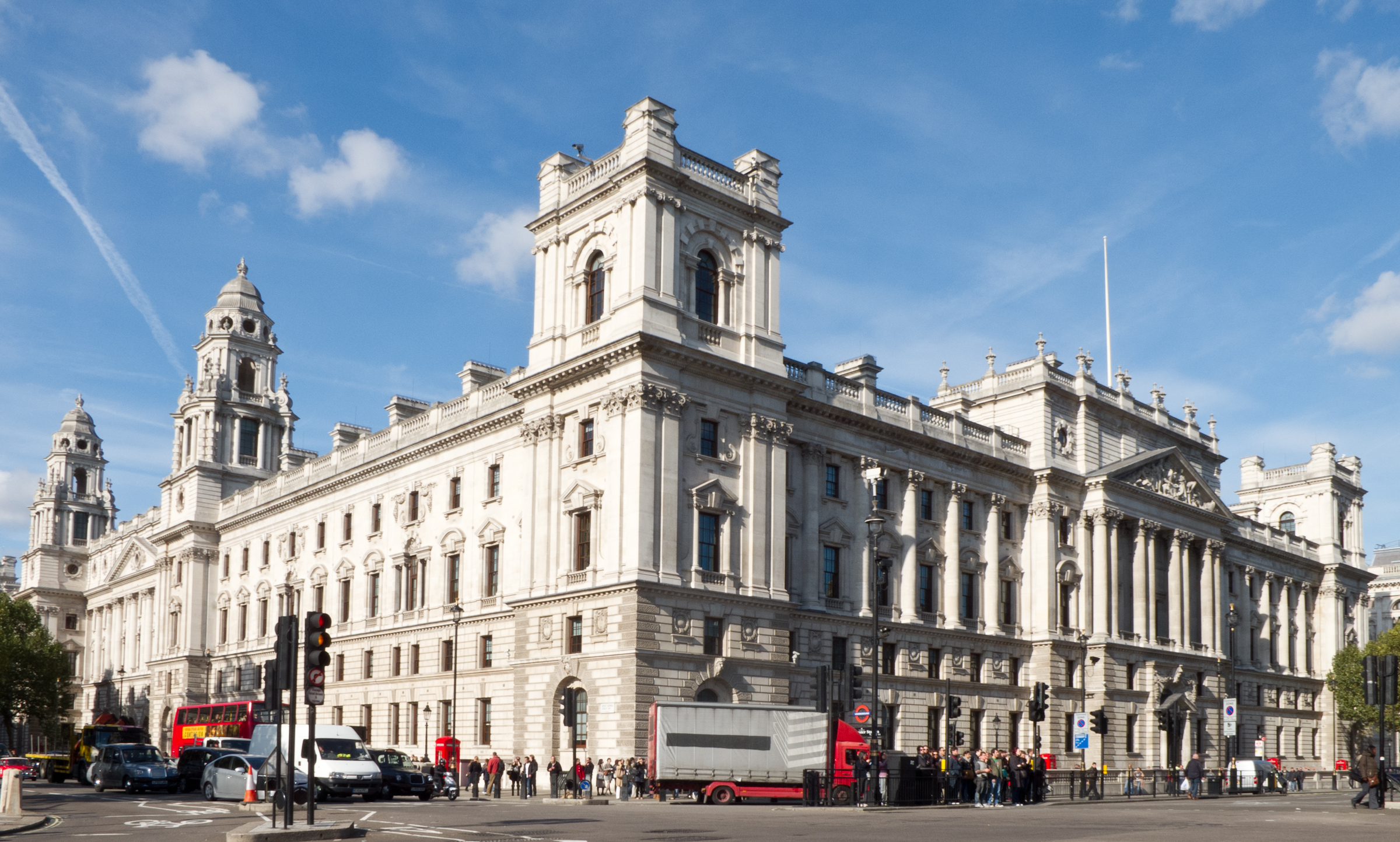
Державна скарбниця
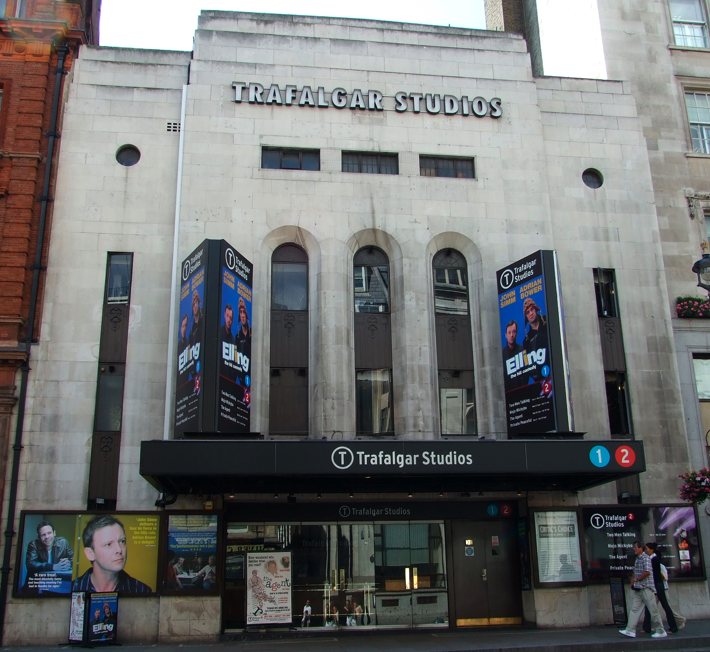
Trafalgar Studios
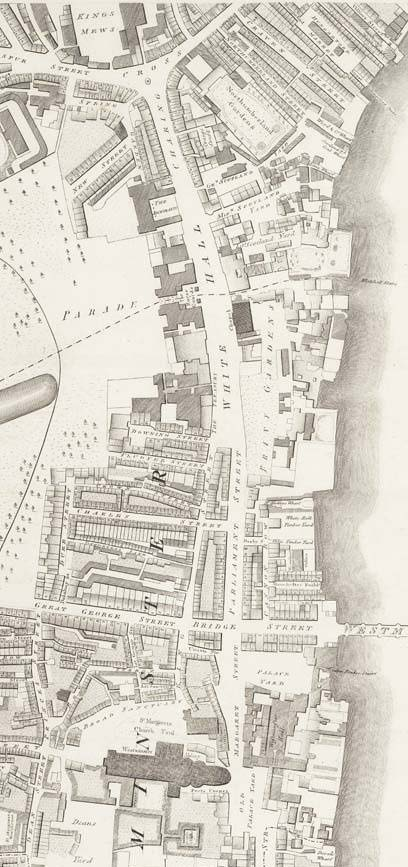
Вайтголл (1799)
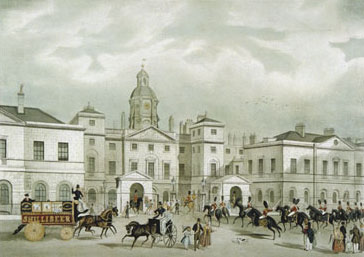
«Кінна гвардія з Вайтголла» (1836)